# Arnold III de Loon
Arnold III de Loon (darrere quart del segle xii - mort el 20 de febrer de 1221 o 1 d'agost) era comte de Loon. Era el fill petit de Gerard II. El 1218 va heretar Loon de son germà, Lluís II, mort jove. El 1220 va cedir una capilla i unes terres situades a Alden Biezen en indivisió a l'Orde Teutònic i a l'abadia de Munsterbilzen, decisió avalada pel bisbe Hug de Pierrepont. Aquest petit priorat després de la seva mort es va desenvolupar cap una commanadoria important. El seu regne va ser molt curt i no se'n coneixen fets o gests destacables. Es va casar amb Adelaide, filla d'Enric I de Brabant. No van tenir descendència.